# Железная дорога Кейла — Турба
Железная дорога Кейла — Турба — участок железной дороги в северной Эстонии, протяжённостью 31,6 км. Была построена в 1905 году, в 2004 году была укорочена в связи с перестройкой участка Рийзипере — Хаапсалу в велосипедную дорожку. 8 декабря 2019 года открылся восстановленный отрезок Рийзипере — Турба.
Дорога связывает Кейла с Рийзипере и посёлком Турба. Дорога электрифицирована по всей длине.

## Пассажирские перевозки
По железной дороге Кейла — Турба проходят линия пассажирских поездов Таллин — Турба.